# Canthon sulcatus
Canthon sulcatus là một loài bọ cánh cứng trong họ Bọ hung (Scarabaeidae).